# Ханколь
Ханко́ль (каз. Ханкөл) — село у складі Каратобинського району Західноказахстанської області Казахстану. Входить до складу Жусандойського сільського округу.
У радянські часи село називалось Караколь.
Населення — 434 особи (2021; 590 у 2009, 776 у 1999, 827 у 1989).